# Ricardo de Burgos Bengoetxea
Ricardo de Burgos Bengoetxea (Bilbao, 16 marzo 1986) è un arbitro di calcio spagnolo.

## Carriera
Ricardo de Burgos Bengoetxea debutta in Segunda División nel 2011, per poi essere promosso in Primera División nel 2015, esordendo il 23 agosto nell'incontro tra Levante e Celta Vigo. Nel 2017 viene designato come arbitro per la finale di ritorno di Supercopa de España 2017 tra Real Madrid e Barcellona.
Nel 2017 viene altresì inserito nelle liste FIFA e il 13 luglio è chiamato a dirigere l'incontro valido per le qualificazioni in Europa League tra AS Trenčín e Bnei Yehuda. Il 10 ottobre 2019 è chiamato a dirigere il suo primo incontro tra nazionali maggiori, in occasione dell'incontro valido per le qualificazioni al campionato d'Europa 2020 tra Bielorussia ed Estonia.